# Union des partis socialistes pour l'action internationale
L'Union des partis socialistes pour l'action internationale est une organisation politique issue d'une scission de l'Internationale ouvrière après la conférence de Genève en juillet 1920.
Elle fut fondée le 27 février 1921 à la Conférence de Vienne et rassemblait des partis socialistes qui avaient quitté la Deuxième Internationale ayant failli en 1914, mais qui refusaient pour autant de rejoindre l'Internationale communiste, d'où son surnom d'Internationale Deux et demi.
Cette Union était portée essentiellement par le Parti social-démocrate d'Autriche, le Parti social-démocrate indépendant d'Allemagne, la SFIO en France et le Parti socialiste suisse, puis le PSOE en Espagne.
Elle avait son siège à Vienne, d'où le nom d'Union de Vienne qui lui est souvent donné. 
En 1923, elle rejoint les partis membres de l'Internationale ouvrière pour former l'Internationale ouvrière socialiste. Seule une minorité, dont le Parti socialiste indépendant de Roumanie, refuse cette fusion, et forme le « Bureau international d'information des partis révolutionnaires socialistes », qui rejoindra dix ans plus tard le Bureau international pour l'unité socialiste révolutionnaire.

## Partis membres
- Allemagne : Parti social-démocrate indépendant d'Allemagne (USPD)
- Autriche : Parti social-démocrate d'Autriche (SPÖ)
- Espagne : Parti socialiste ouvrier espagnol (PSOE) à partir d'avril 1921
- France : Section française de l'Internationale ouvrière (SFIO)
- Grande-Bretagne : Parti travailliste indépendant (ILP)
- Roumanie : Parti socialiste indépendant de Roumanie (en)
- Suisse : Parti socialiste suisse (SPS)